# Valeria Peter Predescu
Valeria Peter Predescu (n. 24 octombrie 1947, Telciu, România – d. 28 aprilie 2009, Bistrița, Bistrița-Năsăud, România) a fost o binecunoscută și apreciată interpretă de folclor românesc transilvănean. A fost membră a Academiei Artelor Tradiționale de la Sibiu din 1995. A obținut trei medalii „Cântarea României”, a participat la numeroase festivaluri folclorice și, de asemenea, a colaborat cu mai multe ansambluri. A publicat importante culegeri de folclor, casete, discuri și compact-discuri și s-a bucurat de aprecierea iubitorilor de folclor din întreaga țară și de peste hotare.

## Viața
Valeria Peter s-a născut în Năsăud, în satul Telciu, de pe Valea Sălăuței. S-a căsătorit de la 15 ani și a avut 2 băieți. Toți ai casei iubesc muzica populară, iar nepoatele ei, Eleonora și Teodora, cântă cu drag doine năsăudene și cântecele din Năsăud ale bunicii lor. A început să cânte când deja era mamă și soție, dar familia a susținut-o în desăvârșirea studiilor și a carierei sale muzicale.
A încetat din viață la vârsta de 61 de ani, pe 28 aprilie 2009, la Bistrița, în urma unui stop cardio-respirator.

## Carieră
A început să cânte în 1972, iar primele înregistrări le-a făcut la Radio Cluj cu redactorul și culegătorul de folclor Dumitru Vartic. 
În 1973 a realizat înregistrări la Radiodifuziunea Română cu orchestra Radio, dirijată de George Vancu, iar în următorul an, a susținut prima etapă a Concursului "Floarea din grădină". Trei ani mai târziu, a câștigat acest concurs cu maximum de puncte. Succesele s-au ținut apoi lanț.
Referent de specialitate la Centrul Creației Populare Bistrița, culegătoare de folclor, îndrumătoare a copiilor care doresc să-i pășească pe urme, Valeria Peter Predescu a strâns în cei 35 de ani de carieră, 61 de albume, patru cărți și culegeri folclorice, diplome, titluri onorifice și premii primite în țară și la diverse festivaluri folclorice internaționale. În anul 1994 a fost laureată a premiului „Ethnos” pentru activitatea sa de culegătoare și interpretă a folclorului năsăudean.
În 1974 i-a apărut primul disc mic la Electrecord, cu cinci dintre cele șase cântece pe care le-a înregistrat la Radio. Un an mai târziu, a fost invitată la Casa Electrecord de către directorul Teodor Cartiș și a editat al doilea disc mic. După doi ani, i-a apărut un LP mare cu douăsprezece cântece, intitulat "Ia-mă în brațe, dorule",care s-a bucurat de o foarte bună primire din partea publicului. Apoi a făcut și alte înregistrări la diferite case de producție. Are înregistrate trei CD-uri cu pricesne, două cu colinde, altele cu cântări de dragoste și de dor. Are înregistrat un CD "Mândre-s nunțile la noi" cu folclor din ceremonialul de nuntă năsăudeană și, de asemenea, are în  repertoriu și balade.
Repertoriul Valeriei Peter Predescu este năsăudean, dar cuprinde cântece și din alte zone ale județului Bistrița-Năsăud, cel mai mult, însă, de pe Valea Sălăuței, de unde este ea, și de pe Valea Someșului. A cules balade din aceste zone, precum: "Balada lui Valean", "Balada lui Tănase Todoran", trei variante ale "Baladei Șarpelui", "Balada nevestei fugite de la bărbat", "Balada eroului necunoscut", multe doine, multe cântece propriu-zise de joc, cu strigături, cântece din ceremonialul de nuntă, dar și din ritualul de înmormântare. A editat în timp o carte intitulată Destin, scrisă de o scriitoare năsăudeană, Melania Cuc. În paginile cărții sunt prezentate viața și activitatea Valeriei Peter Predescu, dar mai ales colaborarea sa cu ansamblurile folclorice din județ, turneele peste hotare, succesele și premiile obținute. A activat ca profesor la catedra de muzică a școlii din Telciu. A coordonat șase clase cu copii foarte talentați și a pus bazele unui grup folcloric numeros, alcătuit din 54 de copii din comună.
În paralel cu activitatea sa la catedră, a fost invitată de un post de televiziune local să realizeze o emisiune intitulată "Artă și tradiție". Aici, a adus în fața telespectatorilor oameni din lumea satului, meșteri populari, rapsozi, oameni care au ceva de spus, care scriu versuri populare sau care au preocupări privind tradițiile. Apoi, în Bistrița s-a ocupat de un alt grup folcloric intitulat "Miorița", alcătuit din aproape 30 de copii.
A editat un volum, Cântări năsăudene, cu cântări culese și alese de ea. După publicarea acestei cărți a avut o perioadă mai grea, cu câteva pierderi dureroase în familie, a pierdut-o pe mama sa, au murit apoi doi frați ai soțului său, părinții soțului său, după care l-a pierdut pe tatăl său, apoi a murit o mătușă care era în grija sa. După pierderile suferite a început să fie preocupată de versuri și cântări de înmormântare, gen oarecum neglijat în lucrările de specialitate. Atunci a adunat versurile pe care le făcea diacul dintr-o localitate sau o femeie sau un bărbat cu har, versuri individualizate pentru omul care pleca din această lume. A făcut și un set de fotografii la diferite întâmplări triste din viața omului. A editat cartea intitulată Cântarea de pe urmă cu cele însoțitoare ale omului. Cartea are și un compact disc cu vocile femeilor care cântau, care boceau morții. A înregistrat aceste cântări începând din 1973 până în 2005. Cartea este prefațată de profesorul universitar dr. Maria Bocșe, unul dintre cei mai de seamă etnologi ai Transilvaniei.
Este cetățean de onoare al localității Leșu, iar din 2003 cetățean de onoare al orașului Bistrița.

## Discografie

### Colinde și pricesne
- Așa ne zice Domnul Slavei
- Când fost-a înca prunc Iisus
- Coborât-a coborât
- De-aș avea tot bunul lumii
- Duminica la Florii
- Fecioara Maria
- Lâng-o salcie pletoasă
- La râul Iordanului
- Nunta din Cana Galileii
- O, Maicuța Sfântă
- Pe drum cu spini încununat
- Să fii bucuros, creștine
- Copilule cu ochi străini
- Cruce sfântă

### Cântări
- Măi muiere, ce-i bărbate
- Moare badea de beteag
- Badea înalt și cu mustață
- Hai, mireasă, să te joc!
- Omu-n lume cât trăiește
- Mamă, dorul dumitale
- Cântă, cuce, că ți-i bine
- La căsuța d-ângă vale
- Pe sub poala de pădure
- Să jucăm mireasa
- Datul cămeșii la mire
- Măicuță, când m-ai făcut
- Ia-ți, mireasă, ziua buna
- Zis-o badea către mine
- Mamă, nu mă legăna
- Ieși, mireasă, până-n prag
- Strigătura la găină
- Datul colacului la soacră
- Hai la mine, pui frumos
- Iamă-n brațe, dorule!
- În casă mi-am pus război
- Mândre-s nunțile la noi
- Bădiță cu mândre multe
- Draga inimii mele
- Drag mi-e jocu românesc
- O făcut tata fântână
- În frumosul nost Ardeal
- M-o întrebat cucuțu
- Cântecul cununii
- Frunză verde, mărule